# Rajd Francji 1992
Rajd Korsyki 1992 - Rajd Francji (36. Tour de Corse - Rallye de France) – 36 Rajd Korsyki rozgrywany we Francji w dniach 2-7 maja. Była to piąta runda Rajdowych Mistrzostw Świata w roku 1992. Rajd został rozegrany na asfalcie. Baza imprezy była zlokalizowana we Francji na Korsyce w miejscowości Ajaccio. Ostatnie 4 odcinki specjalne zostały odwołane z powodu wypadku na stadionie piłkarskim w Bastio (zginęło 17 kibiców).

## Wyniki końcowe rajdu[2]
| Msc. | Kierowca          | Pilot              | Samochód                    | Czas    | Strata | Grupa | Punkty |
| ---- | ----------------- | ------------------ | --------------------------- | ------- | ------ | ----- | ------ |
| 1    | Didier Auriol     | Bernard Occelli    | Lancia Delta HF Integrale   | 5:34.49 | 0.0    | A8    | 20     |
| 2.   | François Delecour | Daniel Grataloup   | Ford Sierra RS Cosworth 4x4 | 5:36.15 | +1.26  | A8    | 15     |
| 3.   | Philippe Bugalski | Denis Giraudet     | Lancia Delta HF Integrale   | 5:38.04 | +3.15  | A8    | 12     |
| 4.   | Carlos Sainz      | Luis Moya          | Toyota Celica Turbo 4WD     | 5:39.22 | +4.33  | A8    | 10     |
| 5.   | Armin Schwarz     | Arne Hertz         | Toyota Celica Turbo 4WD     | 5:40.42 | +5.53  | A8    | 8      |
| 6.   | Andrea Aghini     | Sauro Farnocchia   | Lancia Delta HF Integrale   | 5:42.19 | +7.30  | A8    | 6      |
| 7.   | Miki Biasion      | Tiziano Siviero    | Ford Sierra RS Cosworth 4x4 | 5:42.21 | +7.32  | A8    | 4      |
| 8.   | Piero Liatti      | Luciano Tedeschini | Lancia Delta HF Integrale   | 5:48.42 | +13.53 | A8    | 3      |
| 9.   | Jean Ragnotti     | Gilles Thimonier   | Renault Clio 16S            | 5:55.09 | +20.20 | A7    | 2      |
| 10.  | Alain Oreille     | Jean-Marc Andrié   | Renault Clio 16S            | 6:01.03 | +26.14 | A7    | 1      |

## Klasyfikacja po 5 rundach
Tabele przedstawiają tylko pięć pierwszych miejsc.

### Kierowcy
| Lp. | Kierowca          | Pkt |
| --- | ----------------- | --- |
| 1   | Carlos Sainz      | 57  |
| 2   | Juha Kankkunen    | 47  |
| 3   | Didier Auriol     | 40  |
| 4   | Markku Alén       | 28  |
| 5   | Francois Delecour | 25  |

### Producenci
| Lp. | Producent  | Pkt |
| --- | ---------- | --- |
| 1   | Lancia     | 77  |
| 2   | Toyota     | 63  |
| 3   | Ford       | 46  |
| 4   | Mitsubishi | 20  |
| 5   | Nissan     | 14  |